# Ця весела планета
«Ця весела планета» (рос. «Эта весёлая планета») — радянський фантастичний музичний комедійний телефільм 1973 року.

## Сюжет
Музична фантастична комедія про те, як на Землю прилетіли іншопланетяни, які потрапили на святкування Нового року в одній з радянських науково-дослідних організацій. Інопланетяни впевнені, що негайно стануть центром уваги, але, оскільки всі в карнавальних костюмах, ніякого ажіотажу їх поява на вечорі в Будинку культури не викликає. Вони намагаються довести своє позаземне походження, але їм ніхто не вірить. Один молодий астроном намагається довести до присутніх цю екстраординарну подію, але також безрезультатно, та й до того ж він глибоко помиляється — він прийняв за прибульця землянина (Савелій Крамаров), одягненого в костюм «вічного двигуна». Прибульці позбавлені емоцій, але, перейнявшись духом «незрозумілого земного свята», вчаться відчувати, плакати, любити…

## У ролях
- Віктор Сергачов —  Ікс, командир космічного корабля інопланетян
- Леонід Куравльов —  Ігрек, член екіпажу корабля інопланетян
- Катерина Васильєва —  Зет, жінка-інопланетянка, член екіпажу корабля інопланетян
- Савелій Крамаров —  Прохор, «Вічний двигун»
- Наталія Крачковська —  «Метелик»
- Володимир Носик —  Валерик, «Звіздар»
- Олена Максимова —  мати Прохора
- Лариса Барабанова —  «Червона Шапочка»
- Олександр Вокач —  Пал Палич, літній масовик-витівник
- Ігор Кашинцев —  «Пірат»
- Михайло Єзепов —  учений-фізик
- Валентин Голубенко —  «Ілля Муромець»
- Геннадій Юхтін —  «Буратіно»

## Знімальна група
- Автори сценарію:  Дмитро Іванов,  Юрій Сааков
- Режисери:  Юрій Сааков,  Юрій Цвєтков
- Композитор:  Давид Тухманов
- Оператор:  Костянтин Петриченко
- Художник:  Фелікс Ясюкевич
- Звукорежисер:  Віктор Бабушкін